# Valur Reykjavík (balonmano)
La sección de balonmano de Valur Reykjavík es un club de balonmano situado en Reikjavik en Islandia.

## Palmarés

### Hombres
- Liga de Islandia de balonmano (24): 1940, 1941, 1942, 1944, 1947, 1948, 1951, 1955, 1973, 1977, 1978, 1979, 1988, 1989, 1991, 1993, 1994, 1995, 1996, 1998, 2007, 2017, 2021, 2022
- Copa de balonmano de Islandia (13): 1974, 1988, 1990, 1993, 1998, 2008, 2009, 2011, 2016, 2017, 2021, 2022, 2024
- Copa Europea de la EHF (1): 2024

### Jugadores notables
- Ernir Hrafn Arnarson (2006-2011)
- Fannar Fridgeirsson (2004-2010)
- Ýmir Örn Gíslason (2016-2020)
- Snorri Guðjónsson (2000-2003, 2017-2018)
- Hreiðar Guðmundsson (2022-)
- Valdimar Grímsson (1984-1994, 2000-2001)
- Arnór Þór Gunnarsson (2006-2010)
- Björgvin Páll Gústavsson (2021–)
- Guðmundur Hólmar Helgason (2013-2016)
- Guðmundur Hrafnkelsson (1991-1999)
- Daníel Þór Ingason (2013–2016)
- Einar Örn Jónsson (1995-2000)
- Ólafur Jónsson (1965-1975, 1984-1985)
- Kári Kristján Kristjánsson (2014-2015)
- Ómar Ingi Magnússon (2014–2016)
- Markus Mani Michaelsson-Maute (-2004, 2006-2011)
- Anton Rúnarsson (2007-2012, 2016-2021)
- Árni Þór Sigtryggsson (2017–2018)
- Dagur Sigurðsson (1990-1996)
- Ólafur Stefánsson (1984–1996)
- Geir Sveinsson (1980-1989, 1999–2003)
- Josip Jurić-Grgić (2016-2017)
- Motoki Sakai (2021-)